# La nave di Teseo (manga)
La nave di Teseo (テセウスの船?, Theseus no fune) è un manga seinen scritto e disegnato da Toshiya Higashimoto, pubblicato dalla Kōdansha su Weekly Morning dal 22 giugno 2017 al 27 giugno 2019; l'edizione italiana è a cura della Edizioni BD, mediante la propria etichetta J-Pop, che ha pubblicato l'opera dal 23 novembre 2022 al 22 maggio 2024.

## Trama
Shin Tamura è un trentenne cresciuto nella vergogna e nel disonore: quando era piccolo, infatti, suo padre – che si proclamava innocente – venne accusato di essere un assassino che aveva avvelenato oltre venti persone. Un incredibile viaggio nel tempo riporta però il giovane nel 1989, sei mesi prima dell'orribile evento: Shin inizia così a indagare, cercando di scoprire la verità e riscattare il nome della propria famiglia; tuttavia, le azioni che compie nel passato si ripercuotono anche nel suo presente.

## Manga

### Volumi
| 1  | 22 settembre 2017 | ISBN 978-4-06-510310-4 | 23 novembre 2022  | ISBN 978-88-349-1212-6 |
| 1  | Capitoli - 1. La famiglia dell'assassino (加害者家族?, Kagaisha kazoku) - 2. 7 gennaio 1989 (1989年1月7日?, 1989-nen 1-tsuki 7-nichi) - 3. Una stretta di mano impossibile da ricambiare (交わせない握手?, Kawasenai akushu) - 4. Il passato è cambiato (過去は変わった?, Kako wa kawatta) - 5. Testimoni oculari (目撃者たち?, Mokugeki-sha-tachi) - 6. Un passato che non può essere modificato (変わらない過去?, Kawaranai kako) - 7. Un segreto venuto allo scoperto (暴かれた秘密?, Abaka reta himitsu) |                        |                   |                        |
| 2  | 20 dicembre 2017 | ISBN 978-4-06-510677-8 | 1º febbraio 2023  | ISBN 978-88-349-1822-7 |
| 2  | Capitoli - 8. Il giorno della valanga (雪崩の日?, Nadare no hi) - 9. La giustizia su un pezzettino di carta (紙切れの正義?, Kamikire no seigi) - 10. Un'altra possibile scelta (もう一つの選択肢?, Mōhitotsu no sentakushi) - 11. Più di chiunque altro al mondo (世界で一番?, Sekai de ichiban) - 12. Per proteggere (守るため?, Mamoru tame) - 13. La quinta elementare del maestro Tamura (5年田村学級?, 5-nen Tamura gakkyū) - 14. Le speranze dei bambini (子供たちの希望?, Kodomo-tachi no kibō) - 15. I passatempi di uno spietato assassino (殺人鬼のおもちゃ?, Satsujinki no omocha) - 16. Chi merita di morire (死んじゃえばいい?, Shin jaeba ī) |                        |                   |                        |
| 3  | 23 marzo 2018 | ISBN 978-4-06-511105-5 | 12 aprile 2023    | ISBN 978-88-349-1934-7 |
| 3  | Capitoli - 17. I sentimenti di uno spietato omicida (殺人鬼の気持ち?, Satsujinki no kimochi) - 18. Il 5 febbraio volge al termine (2月5日の終わり?, 2-tsuki 5-nichi no owari) - 19. La colpa di una bambina (少女の罪?, Shōjo no tsumi) - 20. Un segreto (秘密?, Himitsu) - 21. Una ricerca difficile (捜索難航?, Sōsaku nankō) - 22. Chi è in possesso del veleno (毒薬を持つ人?, Dokuyaku o motsu hito) - 23. La donna del cianuro di potassio (青酸カリの女?, Seisankari no on'na) - 24. Il luogo dove si trova l'elica (プロペラの場所?, Puropera no basho) - 25. Flagranza di reato e morte (現行犯と死?, Genkōhan to shi)                            |                        |                   |                        |
| 4  | 22 giugno 2018 | ISBN 978-4-06-511691-3 | 24 maggio 2023    | ISBN 978-88-349-2050-3 |
| 4  | Capitoli - 26. Le possibili scelte di un sospettato (容疑者の選択肢?, Yōgisha no sentakushi) - 27. Una giustizia stracciata (破られた正義?, Yabura reta seigi) - 28. La rivelazione (告白?, Kokuhaku) - 29. Padre e figlio (父と息子?, Chichi to musuko) - 30. Oltre la nebbia (霧の先?, Kiri no saki) - 31. Il presente è cambiato (変わった現代?, Kawatta gendai) - 32. Un passato sconosciuto (知らない過去?, Shiranai kako) - 33. I due fratelli del Shiragiku (しらぎくの姉弟?, Shiragiku no kyōdai) - 34. La giustizia e il male (正義と悪?, Masayoshi to waru)                                                                                      |                        |                   |                        |
| 5  | 21 settembre 2018 | ISBN 978-4-06-512881-7 | 19 luglio 2023    | ISBN 978-88-349-2192-0 |
| 5  | Capitoli - 35. Una persona sconosciuta (知らない人?, Shiranai hito) - 36. Delitto e castigo (罪と罰?, Tsumi to bachi) - 37. Una mano impossibile da toccare (触れられない手?, Fure rarenai te) - 38. Cos'è accaduto in seguito nel villaggio di Otousu (音臼村のその後?, Otousu mura no sonogo) - 39. Non è colpa tua (お前のせいじゃない?, Omae no sei janai) - 40. Le ventuno vittime (21人の犠牲者?, 21-ri no giseisha) - 41. Perdonami (ごめんね?, Gomen ne) - 42. Non posso farvi incontrare (会わせられない?, Awa se rarenai) - 43. La solitudine di una famiglia (孤独な家族?, Kodokuna kazoku)                                                     |                        |                   |                        |
| 6  | 21 dicembre 2018 | ISBN 978-4-06-513974-5 | 20 settembre 2023 | ISBN 978-88-349-2193-7 |
| 6  | Capitoli - 44. Sognare di giocare a nascondino (かくれんぼの夢?, Kakurenbo no yume) - 45. Non farsi coinvolgere oltre (これ以上、関わってはいけない?, Kore ijō, kakawatte wa ikenai) - 46. Da qualche parte... (どこかで…?, Doko ka de…) - 47. Una mia foto (僕の写真?, Boku no shashin) - 48. I figli dell'assassino (犯人の子供?, Hannin no kodomo) - 49. Un sogno (夢?, Yume) - 50. Non andartene (どこにも行かないで?, Dokoni mo ikanaide) - 51. La fine della quotidianità (日常の終わり?, Nichijō no owari) - 52. Uccidi (殺せ?, Korose) - 53. Un collaboratore (協力者?, Kyōryokusha)                                                               |                        |                   |                        |
| 7  | 22 marzo 2019 | ISBN 978-4-06-514962-1 | 29 novembre 2023  | ISBN 978-88-349-1311-6 |
| 7  | Capitoli - 54. Ti racconterò tutto (全部話すから?, Zenbu hanasukara) - 55. Un assoluto principiante (ズブの素人?, Zubu no shirōto) - 56. Le decisioni di ognuno (それぞれの決断?, Sorezore no ketsudan) - 57. Mia suocera... (お義母さんが…?, O gibo-san ga…) - 58. Il nome del vero colpevole (真犯人の名前?, Shinhan'nin no namae) - 59. Aiuto (助けて?, Tasukete) - 60. Non devi morire (死んではいけない?, Shinde wa ikenai) - 61. Ci incontreremo ancora (また会おう?, Mata aou) - 62. Dei visitatori a Otousu (音臼村の来訪者?, Otousu mura no raihōsha)                                                                                             |                        |                   |                        |
| 8  | 21 giugno 2019 | ISBN 978-4-06-516292-7 | 24 gennaio 2024   | ISBN 978-88-349-2393-1 |
| 8  | Capitoli - 63. La fine del mondo (世界の終わり?, Sekai no owari) - 64. Nella nebbia (霧の中へ?, Kiri no naka e) - 65. E così ci incontriamo di nuovo (また会えたね?, Mata aeta ne) - 66. La casa del vero colpevole (真犯人の家?, Shinhan'nin no ie) - 67. Non devo crederle (信じちゃいけない?, Shinjicha ikenai) - 68. Se solo potessi cambiare questo passato... (この過去を変えれば?, Kono kako o kaereba) - 69. Chi sei? (……誰??, ……dare?) - 70. Sono a casa (ただいま?, Tadaima) - 71. Sono stato io a ucciderlo (僕が殺した?, Boku ga koroshita) |                        |                   |                        |
| 9  | 22 novembre 2019 | ISBN 978-4-06-517756-3 | 20 marzo 2024     | ISBN 978-88-349-2495-2 |
| 9  | Capitoli - 72. La fine del mondo (この火が消える前に?, Kono hi ga kieru mae ni) - 73. Nella nebbia (みきおの部屋?, Mikio no heya) - 74. E così ci incontriamo di nuovo (村を出て?, Mura o dete) - 75. La casa del vero colpevole (最後の家族?, Saigo no kazoku) - 76. Non devo crederle (会いたい?, Aitai) - 77. Se solo potessi cambiare questo passato... (きっと上手くいく?, Kitto umaku iku) - 78. Chi sei? (春?, Haru) - 79. Sono a casa (僕の武器?, Boku no buki) - 80. Sono stato io a ucciderlo (今、すごく悲しい?, Ima, sugoku kanashī) |                        |                   |                        |
| 10 | 23 dicembre 2019 | ISBN 978-4-06-517758-7 | 22 maggio 2024    | ISBN 978-88-349-2563-8 |
| 10 | Capitoli - 81. La festa con pernottamento ha inizio (お泊まり会のはじまり?, O tomarikai no hajimari) - 82. È un segreto (内緒だよ?, Naisho dayo) - 83. Una splendida giornata (楽しい日?, Tanoshī hi) - 84. Tu hai un posto dove tornare (帰る場所がある?, Kaeru basho ga aru) - 85. Ho fatto un sogno (夢を見た?, Yume wo mita) - 86. Vogliono che ti uccida (殺せと言っている?, Korose to itte iru) - 87. Per diventare un paladino della giustizia (正義の味方になるために?, Seigi no mikata ni naru tame ni) - 88. Resta qui (どこにも行くな?, Dokoni mo ikuna) - 89. La nave di Teseo (テセウスの船?, Teseusu no fune)                                |                        |                   |                        |